# AirTag
AirTag je sledovací zařízení vyvinuté společností Apple. AirTag je navržen tak, aby fungoval jako vyhledávač a pomáhal lidem najít jejich osobní předměty (např. klíče, tašky, peněženky aj.).
AirTag využívá k vyhledání AirTagů aplikaci Najít, která se podle odhadů počátkem roku 2021 skládá z přibližně jedné miliardy zařízení po celém světě, která detekují a hlásí předměty pomocí Bluetooth. AirTagy jsou kompatibilní s jakýmkoli zařízením iPhone, iPad nebo iPod Touch. Pomocí integrovaného čipu U1 na iPhonu 11 a novějším (s výjimkou iPhone SE 2. a 3. generace) mohou uživatelé přesněji vyhledávat položky pomocí technologie UWB (ultra-wideband).
Vydání AirTagu byl oznámeno 20. dubna 2021 a vydán byl 30. dubna 2021.

## Historie
O produktu se poprvé začalo hovořit v dubnu 2019. V únoru 2020 bylo oznámeno, že společnost Asahi Kasei je připravena dodat společnosti Apple desítky milionů ultra-širokopásmových dílů pro AirTagy ve druhém a třetím čtvrtletí roku 2020, ačkoli se zásilka nakonec zpozdila.
2. dubna 2020 potvrdil Apple příchod AirTagu také videem na platformě YouTube. V březnu 2021 společnost MacWorld uvedla, že aplikace Najít obsahuje ve verzi iOS 14.5 beta funkce „položky“ a „příslušenství“ určené pro podporu AirTagu pro batoh, zavazadla, sluchátka a další předměty.

## Specifikace
Pro přihlášení vyžaduje AirTag Apple ID a iOS nebo iPadOS 14.5 nebo novější. Využívá knoflíkovou baterii CR2032, kterou lze vyměnit. Baterie v AirTagu vydrží cca jeden rok. Maximální dosah sledování pomocí Bluetooth se odhaduje na přibližně 100 metrů. Vodotěsnost AirTagu je IP67– AirTag vydrží 30 minut ponořený ve vodě za standardních laboratorních podmínek. Každé Apple ID je omezeno na 16 AirTagů.

## Funkce
S AirTagy lze komunikovat pomocí aplikace Najít. Uživatelé mohou na AirTagu přehrát zvuk, aby jej mohli snadněji najít. iPhony vybavené čipem U1 (iPhone 11 nebo novější, s výjimkou iPhone SE 2020) mohou používat "Přesné sledování" k určení směru a přesné vzdálenosti od AirTagu.
AirTagy ale nejsou satelitní navigační ani tajné sledovací zařízení. Aby se zabránilo nechtěnému sledování, zařízení s iOS nebo iPadOS upozorní svého majitele, pokud se zdá, že mu někdo nastrčil cizí AirTag za účelem sledování. Pokud je AirTag mimo dosah jakéhokoli zařízení Apple po dobu delší než 8 až 24 hodin, začne pípat, aby lidi upozornilo, že AirTag mohl být tajně umístěn do jejich blízkosti.
Uživatelé mohou označit AirTag jako ztracený a poskytnout telefonní číslo a zprávu. Každý uživatel iPhonu může vidět toto telefonní číslo a zprávu pomocí funkce „identifikovat ztracenou položku“ v aplikaci Najít, která využívá technologii NFC. Mobilní telefony Android s NFC mohou také identifikovat AirTag.

## Kritika

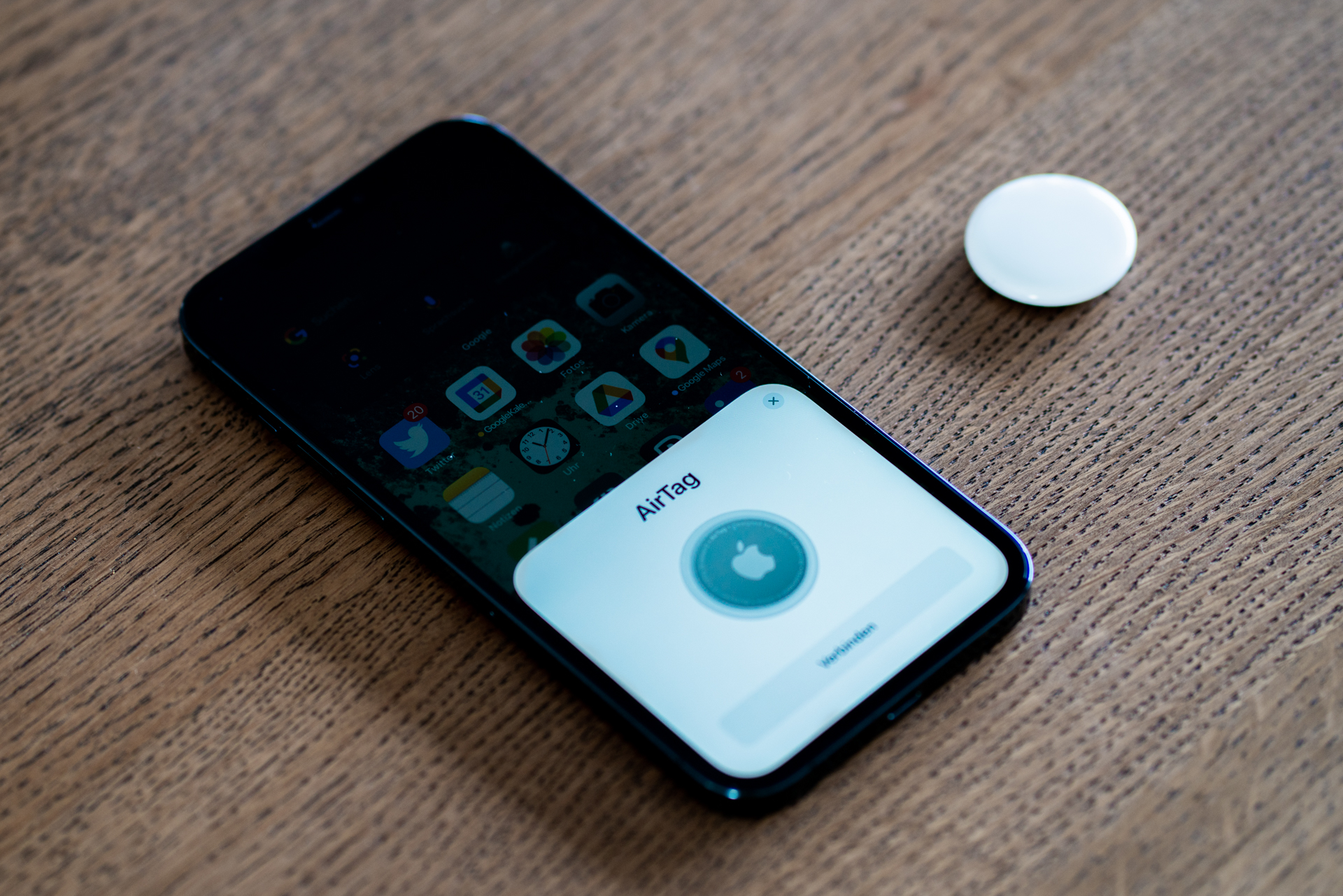
Připojování AirTagu k iPhonu

### Nežádoucí sledování
Navzdory tomu, že Apple má technologie, které pomáhají předcházet nežádoucímu sledování nebo pronásledování, The Washington Post zjistil, že obejít zavedené systémy je „děsivě snadné“. Znepokojení zahrnovalo vestavěný zvukový alarm, který zazněl až po třech dnech, a většina Američanů měla zařízení Android, která nedostávala výstrahy podobné zařízením iPhone. Je také možné deaktivovat reproduktor otevřením AirTagu silou a odstraněním magnetu reproduktoru. AirTag tento druh modifikace nezjistí a funkce, která má varovat uživatele, kteří nepoužívají iPhone, před nežádoucím sledováním, je tím deaktivována.

### Tile's trackers
Výrobce podobných produktů, společnost Tile, kritizovala společnost Apple za použití podobných technologií a designů jako u Tile's trackers. Mluvčí společnosti Tile vydali svědectví Kongresu Spojených států a uvedli, že Apple podporuje „protisoutěžní praktiky“ a tvrdí, že Apple to udělal v minulosti a že si myslí, že je „zcela nevhodné, aby Kongres souhlasil s obchodními praktikami společnosti Apple“.